# Pidonia benesi
Pidonia benesi là một loài bọ cánh cứng trong họ Cerambycidae.